# Літо напрокат
Літо напрокат (англ. Summer Rental) — американська кінокомедія режисера Карла Райнера. У головній ролі знявся актор та комік Джон Кенді. Фільм кінопомпанії Paramount Pictures. Світова прем'єра кінофільму відбулась 9 серпня 1985 року.

## Сюжет
Джек Честер — втомлений від напруженої роботи авіадиспетчер. Влітку він із сім'єю їде на море щоб відпочити й поліпшити розхитані нерви. Там на нього чекають всі «принадності» курорту: на пляжі яблуку ніде впасти, знятий будинок у жахливому стані, до старшої дочки відразу ж починає залицятися атлетично складений рятувальник. А ще Джек обгоряє на сонці. І відпустка була б зовсім зіпсована, якби Джек не подружився зі старим моряком Скаллі, що перетворив свою яхту «Барнакл» у ресторан. Разом вони кидають виклик місцевому снобові Аль Пеллету — постійному чемпіону щорічної регати, який виселяє родину Честерів зі знятого літнього будиночку аби відомстити за попередні «зіткнення». Джек разом з моряком та своєю родиною лагодять плавучий ресторан і готують його до регати…

## У ролях
- Джон Кенді - Джек Честер
- Карен Остін - Сенді Честер
- Керрі Ґрін - Дженніфер Честер
- Джозеф Лоуренс - Боббі Честер
- Обрі Джен - Лорі Честер
- Річард Кренна - Аль Пеллет
- Ріп Торн - Скаллі
- Джон Ларрокетт - Дон Мур
- Річард Херд - Анґус МакЛаклан
- Сантос Моралес - Кортес
- Луїс Гамільтон - Вікі Сандерс
- Карміне Каріді - Ед Сандерс
- Френсіс Х. МакКарті - Хел

## Саундтрек
- «Turning Around» - Jimmy Buffett
- «Axel F» - Harold Faltermeyer
- «Dolores» - Carl Reiner
- «Footloose» - Kenny Loggins
- «I'm a Hot Blooded Man» - Bishop Holiday, Scott Lipsker and Harold Payne
- «Love Boat' Theme», «Tangerine» - Johnny Mercer and Victor Schertzinger

## Дати виходу кінострічки в деяких країнах
- США: 9 серпня 1985 року;
- Аргентина: 19 грудня 1985 року;
- Швеція: 3 січня 1986 року;
- Австралія: 16 січня 1986 року;
- Німеччина (ФРН): липень 1986 року (вперше на відео);
- Фінляндія: 24 липня 1991 року (вперше на телебаченні).